# Cotorca (okręg Jałomica)
Cotorca – wieś w Rumunii, w okręgu Jałomica, w gminie Ciocârlia. W 2011 roku liczyła 244 mieszkańców.